# Georges Item
Georges Item est un peintre suisse (3 août 1927 - 31 mars 1990).

## Biographie
Georges Item naît le 3 août 1927 à Bienne (Suisse) de parents originaires du canton des Grisons.
Grâce à son père Paul, dès 1943 il bénéficie d'une formation de lithographe et suit des cours à l'École des Arts appliqués de Bienne.
Dès 1948, lors d'expositions collectives, la presse locale le distingue expressément.
Après six mois passés à Paris dans l'atelier de Bernard Clavé, il séjourne en Italie et aux Pays-Bas.
En 1948, attiré par les noms de Van Gogh, Cézanne et Gauguin, il part avec deux amis peintres, Gustave Maeder et Willy Rieser, dans le Sud de la France, à Saint-Rémy-de-Provence. Il s'installe au cœur des Alpilles au « Mas de Cinq Sous » qu'il acquiert en 1955 et il y vivra jusqu'à sa mort en 1990. C'est dans cette région des Alpilles et de la Camargue qu'il produit presque toute son œuvre de peintre. Il laissera aussi des peintures murales et une œuvre graphique importante édité par ARTA à Zürich.
À l'occasion de ses nombreuses expositions, il voyage dans divers pays d'Europe. Sa vie d'artiste est récompensée par plusieurs distinctions parmi lesquelles sont à signaler :
- Trois bourses de la Confédération suisse (1951, 1952 et 1956) [3]
- Le Prix de l'Institut jurassien (1953)
- Le Prix du Provençal au Festival Avignon (1962)
- Le Prix du Canton des Grisons (1976)

Il épouse en 1951 Françoise Miche dont il a un fils, Pierre Emmanuel (dit Manu), né en 1958.